# 敏珠尔活佛
敏珠尔活佛（藏語：སྨིན་གྲོལ་，威利转写：smin grol，THL：Mindröl）为青海省大通县广惠寺寺主活佛，在清代驻八大駐京呼图克图排名第三位。广惠寺为青海格鲁派五大寺院之一，下辖九寺五族。
敏珠尔活佛从一世成列龙智起，传承至今共九世。其中，自八世敏珠尔活佛圆寂后，广惠寺多年没有寺主，直至1995年青海省民族宗教事务局同意寻访第八世敏珠尔活佛转世灵童后，才认定15岁的洛桑华旦依西为第九世敏珠尔活佛。

## 历世敏珠尔活佛
| 世代   | 生卒年         | 中文姓名                |
| ------ | -------------- | ----------------------- |
| 第一世 | 1622年－1699年 | 敏珠尔·成列龙智         |
| 第二世 | 1700年－1736年 | 敏珠尔·罗桑丹增嘉措     |
| 第三世 | 1737年－1785年 | 敏珠尔·阿旺赤列嘉措     |
| 第四世 | 1789年－1838年 | 敏珠尔·绛白却吉丹增赤列 |
| 第五世 | 1839年－1881年 | 敏珠尔·噶桑图登赤列嘉措 |
| 第六世 | 1883年－1904年 | 敏珠尔·俄科             |
| 第七世 | 1905年－1937年 | 敏珠尔·多杰扎布         |
| 第八世 | 1939年－1962年 | 敏珠尔·洛桑欧昂成列尼玛 |
| 第九世 | 1981年－       | 敏珠尔·洛桑华旦依西     |